# Західний Токантінс (мезорегіон)
Західний Токантінс (порт. Mesorregião Ocidental do Tocantins) — адміністративно-статистичений мезорегіон в Бразилії, входить в штат Токантінс. Населення становить 844 249 чоловік на 2006 рік. Займає площу 155 833,847 км². Густота населення — 5,4 чол./км².

## Склад мезорегіону
В мезорегіон входять наступні мікрорегіони:
1. Арагуаїна
2. Мірасема-ду-Токантінс
3. Гурупі
4. Біку-ду-Папагайю
5. Ріу-Формозу

| Бразилія | Це незавершена стаття з географії Бразилії. Ви можете допомогти проєкту, виправивши або дописавши її. |